# Halichoeres miniatus
Halichoeres miniatus là một loài cá biển thuộc chi Halichoeres trong họ Cá bàng chài. Loài này được mô tả lần đầu tiên vào năm 1839.

## Từ nguyên
Tính từ định danh miniatus trong tiếng Latinh có nghĩa là "đỏ tươi", hàm ý có lẽ đề cập đến màu đỏ nhạt ở vùng bụng của cá cái (Valenciennes mô tả loài cá này từ một mẫu vật cá cái đã phơi khô, và cho là chúng có màu đỏ khi còn sống).

## Phạm vi phân bố và môi trường sống
Từ vùng biển phía nam Nhật Bản, H. miniatus được phân bố trải dài về phía nam đến khu vực Tam giác San Hô, phía đông bắc Úc (bao gồm cả rạn san hô Great Barrier) và Nouvelle-Calédonie, xa về phía đông đến quần đảo Solomon.
H. miniatus sống trên các rạn san hô viền bờ, nơi có nền đáy tảo và đá vụn, độ sâu đến ít nhất là 10 m.

## Mô tả
H. miniatus có chiều dài cơ thể lớn nhất được ghi nhận là 14 cm. Hàm trên có hai cặp răng nanh, còn hàm dưới có một cặp.
Cá đực có màu xanh lục với các sọc ngang màu đỏ. Đầu cũng có các vệt sọc đỏ đến hồng cam; một trong số đó uốn cong thành vòng tròn ở dưới mắt. Cá đực gần trưởng thành (đang từ cá cái chuyển thành cá đực) có một dải nâu sẫm dọc theo chiều dài cơ thể. Cá con và cá cái có màu lục nâu/vàng nâu với những đường sọc ngang màu đen; bụng phớt đỏ. Vảy giữa thân có màu trắng hoặc vàng nhạt tạo thành các hàng đốm sáng màu. Sọc uốn cong ở cá đực đã có ở cá cái và có màu hồng nhạt. Có đốm vàng phía sau gốc vây ngực. Vây lưng, vây đuôi và vây hậu môn có nhiều vạch sọc và chấm đỏ.
Số gai ở vây lưng: 9; Số tia vây ở vây lưng: 11; Số gai ở vây hậu môn: 3; Số tia vây ở vây hậu môn: 11; Số tia vây ở vây ngực: 13; Số gai ở vây bụng: 1; Số tia vây ở vây bụng: 5; Số vảy đường bên: 27.

## Sinh thái học
Thức ăn của H. miniatus bao gồm các loài thủy sinh không xương sống. Chúng sống đơn độc hoặc có thể hợp thành một nhóm nhỏ.

## Thương mại
H. miniatus được đánh bắt không có chủ đích trong các hoạt động buôn bán cá cảnh.